# Приветное (Алушта)
Приве́тное (до 1945 года Уску́т; укр. Привітне, крымскотат. Üsküt, Ускют) — село в городском округе Алушта Республики Крым (согласно административно-территориальному делению Украины — центр Приветненского сельского совета Алуштинского горсовета Автономной Республики Крым).

## Население
| 1805 | 1926  | 1939  | 1989  | 2001  | 2014  |
| ---- | ----- | ----- | ----- | ----- | ----- |
| 237  | ↗2786 | ↗3418 | ↘2512 | ↘1845 | ↗1867 |

Всеукраинская перепись 2001 года показала следующее распределение по носителям языка:
| Язык             | Число жит. | Процент |
| ---------------- | ---------- | ------- |
| русский          | 1212       | 65,69   |
| крымскотатарский | 489        | 26,50   |
| украинский       | 122        | 6,61    |
| белорусский      | 4          | 0,22    |
| болгарский       | 2          | 0,11    |
| польский         | 1          | 0,05    |

### Динамика численности

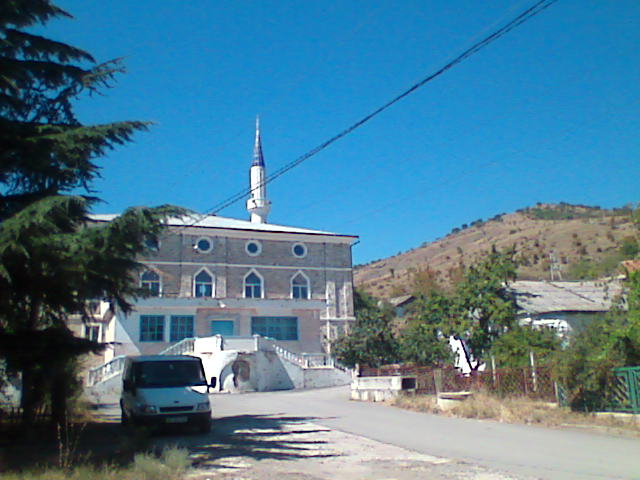
Старинная мечеть Ускут Джамиси (XIX в. постройки)

| - 1520 год — 493 чел. - 1542 год — 432 чел. - 1805 год — 237 чел. - 1864 год — 1155 чел. - 1886 год — 1368 чел. - 1889 год — 2026 чел. - 1892 год — 2298 чел. - 1897 год — 1794 чел. | - 1902 год — 2595 чел. - 1915 год — 2624/86 чел. - 1926 год — 2790 чел. - 1939 год — 3418 чел. - 1974 год — 1587 чел. - 1989 год — 2512 чел. - 2001 год — 1845 чел. - 2014 год — 1867 чел. |

## Современное состояние
На 2018 год в Приветном числится 21 улица и 7 переулков; по данным сельсовета на 2009 год в селе было 867 дворов, площадь, занимаемая селом, 11,1441 км². В селе действуют средняя школа, детский сад № 14 «Солнышко», Дом культуры, библиотека, аптека, почта с переговорным пунктом, амбулатория общей практики семейной медицины, фельдшерско-акушерский пункт, отделение Почты России, церковь апостола Андрея Первозванного, восстановлена старинная мечеть. Приветное связано с Алуштой автобусным сообщением.

## География
Приветное расположено на юго-восточном побережье Крыма, в восточной части территории округа, в долине реки Ускут, высота центра села над уровнем моря 72 м. Расстояние до Алушты около 50 километров (по шоссе), до Симферополя (через Белогорск) — 76, или примерно в 100 километрах (через Алушту) там же ближайшая железнодорожная станция. Село довольно уединённое — ближайший населённый пункт — Красносёловка Белогорского района (через Главную гряду Крымских гор)около 17 километров (по шоссе). Транспортное сообщение осуществляется по региональной автодороге 35Н-116 Приветное — Белогорск (по украинской классификации — С-0-10340 ).

## Название
Существует версия о происхождении названия селения Ускут от итал. Scutti (Скутти), которое, в свою очередь выводят от греческого греч. σκυθης («скиф») — такова была традиционная византийская архаизация названий варварских пограничных народов, в данном случае, возможно, хазар, половцев или печенегов.

## История
Время возникновения Ускута неизвестно, некоторые исследователи, основываясь на планировке типа «бург» — застройке городского типа, вплотную друг к другу, характерной для древнейших горных селений Крыма, высказываю мнение, что село существует несколько тысяч лет. Населяли долину подвергшиеся сильной эллинизации потомки смешавшихся с автохтонными жителями готов и аланов, заселивших край во II—III веках. Селение веками выделялось изолированностью от соседних сёл в бытовом и культурном смысле: например, браки старались заключать внутри села. Даже язык ускутской долины отличался от диалектов соседних деревень, а жители антропологически относились к средиземноморскому типу (иногда выделяется особая субэтническая группа крымских татар — ускут). В Ускуте, до современности (до времени Отечественной войны), сохранялись древние, языческие традиции и обряды, восходящие, возможно, к таврам, невзирая на приход христианства, а затем ислама: известно, например, что в засушливую погоду для вызывания осадков, при прочих катаклизмах жители обходили все кварталы села, волоча за собой шкуру быка; это же проделывалось в годы войны при авианалётах. С III века они приняли христианство и в средние века принадлежали Готской епархии Константинопольского патриархата.
Впервые в доступных источниках Ускут встречается на венецианской карте XIII века. Упоминается селение, как De la Scuto, в договоре Генуи с Элиас-Беем Солхатским от 1381 года, согласно которому «гористая южная часть Крыма к северо-востоку от Балаклавы», с её поселениями и народом, который суть христиане, полностью переходила во владение генуэзцев. До 1475 года Скути входила в Капитанство Готия. В переписке последнего консула Солдайи Христофоро ди Негро, примерно 1470 года, говорится, что деревню Скути захватили известные в Крыму братья Гуаско — владельцы замка Чобан-Куле, пытавшиеся закрепостить местных жителей («поставили в Скути виселицу, а на границе своих владений — позорный столб»), но, главное — получить контроль над торговым путём в Карасубазар. В оправдание действий братьев Гваско бывший консула Каффы, разбиравший конфликт, приводил заявление, что и владелец Лусты Биберди совершил стремительный набег на селение Скути (Nam et ipse Biberdi jam temptat acquirere cazalle Scutia filijs dicti quondam domini Antonij). История кончилась ничем, поскольку в 1475 году генуэзские владения были завоеваны Османской империей и деревня административно включена в Судакский кадылык санджака Кефе (до 1558 года), в 1558—1774 годах эялета. Упоминается Ускют в материалах переписей Кефинского санджака, селение было всё ещё полностью христианским: в 1520 году — 100 семей, из них 7 потерявших мужчину-кормильца (93 двора, 493 человека), в 1542 году — 85 семей, из них 3 «овдовевших» и 10 взрослых холостяков (82 двора и 432 человека). По налоговым ведомостям 1634 года в селении числилось 47 дворов немусульман, из которых недавно прибывших в Ускут 7: из неназванного селения — 3, Ай-Сереза — 2, из Капсихора и Кучук-Узеня — по 1 двору. Выселились жители 34 дворов: в Сартану — 25, в Арпат и Тувак — по 2, в Алушту, Кирим, Корбек, Коуш и Куру-Узень — по 1 двору. По Джизйе дефтера Лива-и Кефе (Османским налоговым ведомостям) 1652 года, где перечислены христиане-налогоплательщики Кефинского эялета, в селении Ускут числилось всего 18 глав семейств. В XVII веке на южном побережье Крыма начинает распространяться ислам. Документальное упоминание селения встречается в «Османском реестре земельных владений Южного Крыма 1680-х годов», согласно которомуУскют входил в Судакский кадылык эялета Кефе. Всего упомянуто 86 землевладельцев, из которых 7 иноверцев, владевших 2787-ю дёнюмами земли. Постепенно, мусульманство приняли все жители деревни — ни в ведомости о выведенных из Крыма в Приазовье христианах" А. В. Суворова от 18 сентября 1778 года, ни ведомости митрополита Игнатия Ускут не значится (есть сведения, что не желающие покидать родину жители Искута принимали ислам). После обретения ханством независимости по Кючук-Кайнарджийскому мирному договору 1774 года «повелительным актом» Шагин-Гирея 1775 года селение было включено в Крымское ханство, в состав Кефинского каймаканства Судакского кадылыка, что зафиксировано и в Камеральном Описании Крыма… 1784 года.
После присоединения Крыма к России (8) 19 апреля 1783 года, (8) 19 февраля 1784 года, именным указом Екатерины II сенату, на территории бывшего Крымского Ханства была образована Таврическая область и деревня была приписана к Симферопольскому уезду. После Павловских реформ, с 1796 по 1802 год, входила в Акмечетский уезд Новороссийской губернии. По новому административному делению, после создания 8 (20) октября 1802 года Таврической губернии, Ускут был включён в состав Аргинской волости Симферопольского уезда.

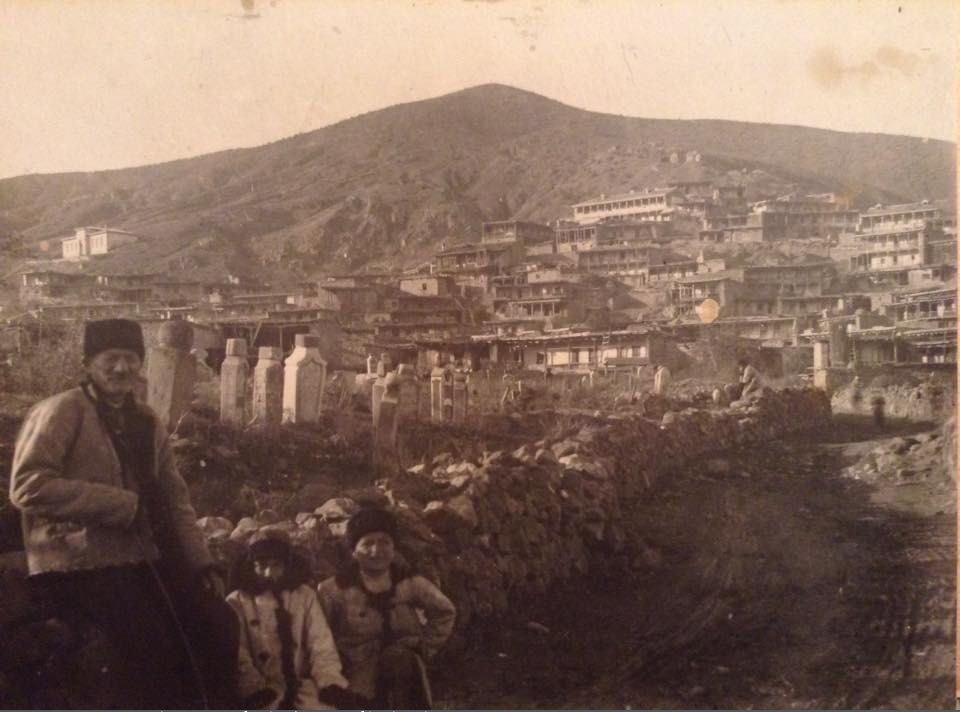
Ускут, 1905 год.
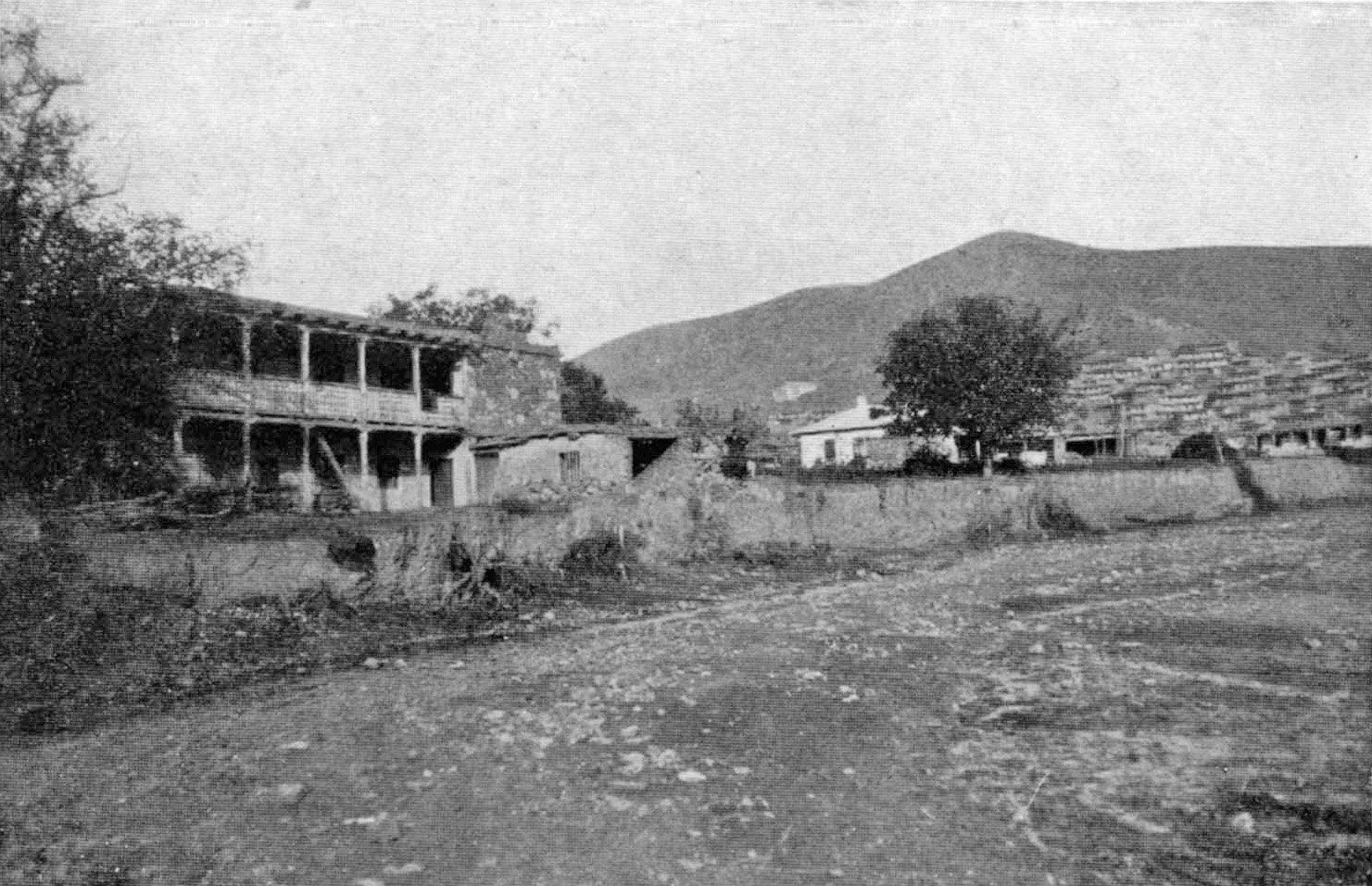
Вид на селение по левому берегу реки, 1915 год.
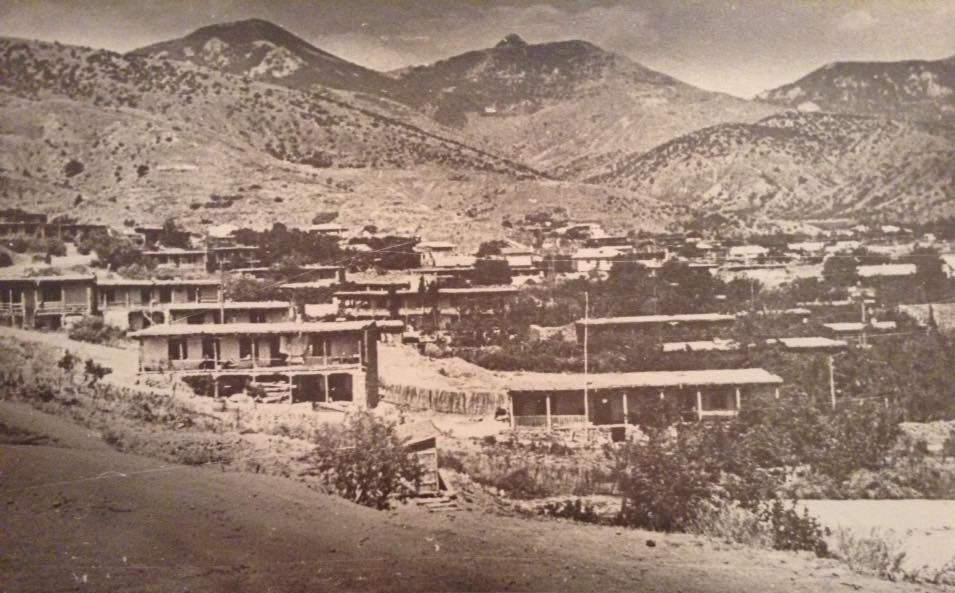
Ускут, 1920 год.
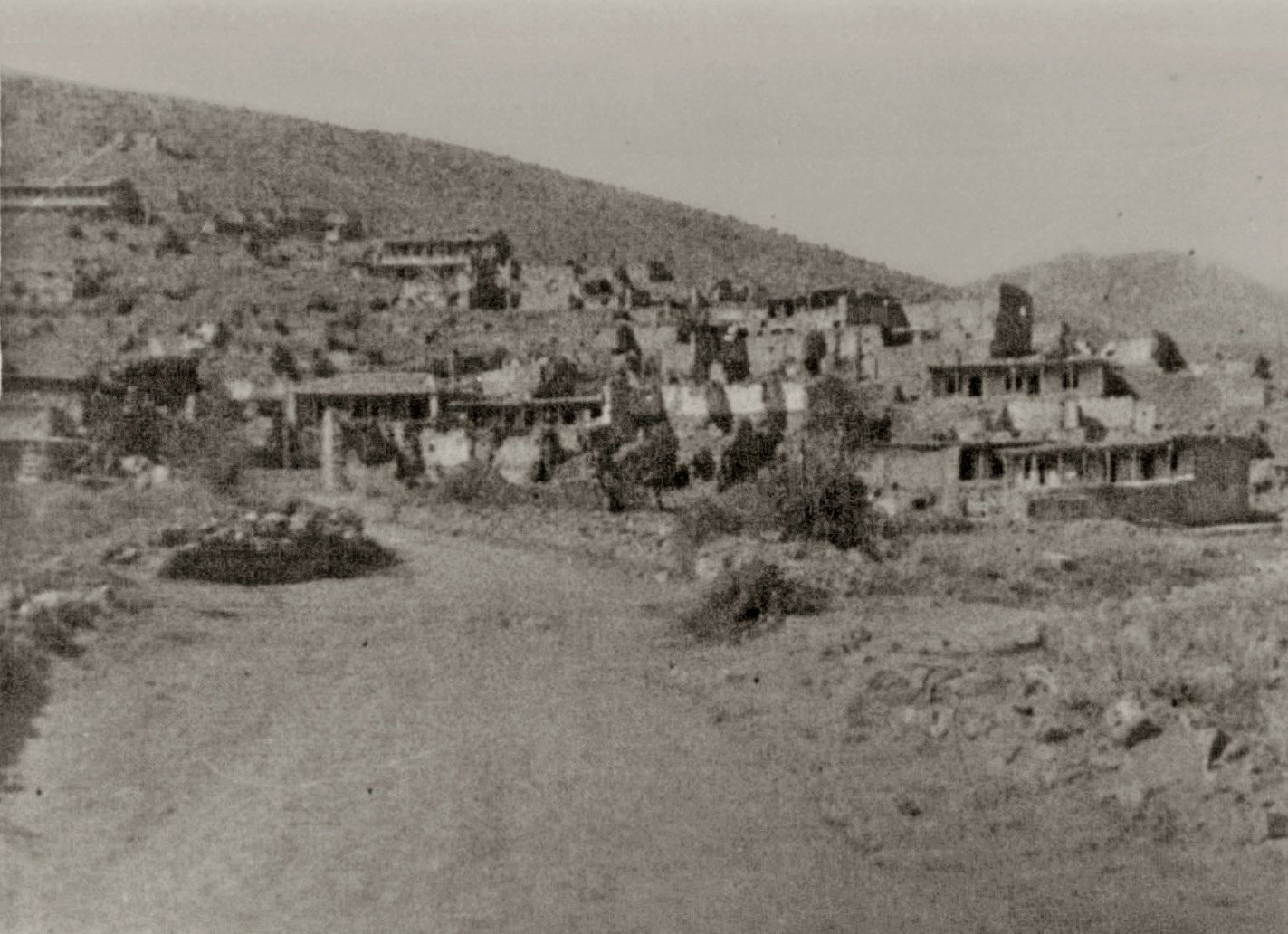
Ускут, 1920 год.
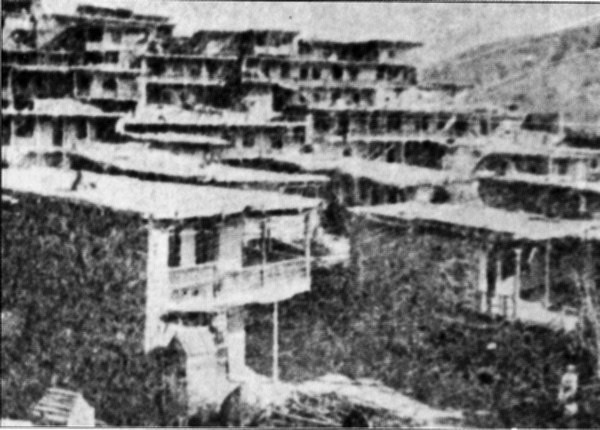
Ускут, 1920 год.

По Ведомости о числе селений, названиях оных, в них дворов… состоящих в Симферопольском уезде от 14 октября 1805 года, в деревне Искут числилось 54 двора и 237 жителей, исключительно крымских татар. На военно-топографической карте генерал-майора Мухина 1817 года деревня Ускют обозначена с 80 дворами. После реформы волостного деления 1829 года Умут, согласно «Ведомости о казённых волостях Таврической губернии 1829 года», передали из Аргинской волости в состав Алуштинской. Шарль Монтандон в своём «Путеводителе путешественника по Крыму, украшенный картами, планами, видами и виньетами…» 1833 года так описал селение 
деревня… имеет совершенно своеобразный облик. Все крыши домов, покрытые пчелиными ульями, между которыми просачиваются струйки дыма, усиливающего иллюзию, создают видимость дикой орды с ее шалашами посреди укрепленного лагеря.
Деревня Ускут велика, но местоположение ее не имеет ничего достопримечательного. Ее жители производят впечатление трудолюбивых людей и заняты в основном сельским хозяйством; мед также является для них предметом прибыли.
Именным указом Николая I от 23 марта(по старому стилю) 1838 года, 15 апреля того же года был образован новый Ялтинский уезд и южнобережную часть Алуштинской волости передали в его состав (Алуштинская волость Ялтинского уезда). На карте 1836 года в деревне 132 двора, как и на карте 1842 года. Согласно Военно-статистическому обозрению Российской Империи 1849 года Ускют относился к крупнейшим деревням Ялтинского уезда с населением 548 человек.

В 1860-х годах, после земской реформы Александра II, деревня осталась в составе Алуштинской волости. Согласно «Списку населённых мест Таврической губернии по сведениям 1864 года», составленному по результатам VIII ревизии 1864 года, Искуи, или Ускют — казённая татарская деревня, со 131 двором, 1155 жителями и мечетью при речках Алагат-Узени и Арпат-Узени. На трёхверстовой карте Шуберта 1865—1876 года в деревне Ускют обозначено 82 двора. В путеводителе Сосногоровой 1871 года Искут описывается, как 
большая татарская деревня в красивом положении, окружённая садами и виноградниками.
 Также упоминается сохранившийся патриархальный уклад и нравы, которыми ускутцы отличаются от прочих горных татар. В 1873 году В. Х. Кондараки, в своей книге «Универсальное описание Крыма», так описывал Ускут
От Туака не более двух часов езды до Искута, одной из самых больших и богатейших деревень на крымском полуострове. Искут в переводе значит: стой! Туземцы полагают, что название это дано деревне их толпою, искавшею выгодной местности для поселение и когда искатели спустились с гор к этим роскошным полям, предводитель их, убежденный в невозможности найти более удобства для жизни, крикнул искут! и велел селиться. Они же уверены, что на этом месте раньше их существовало греческое селение Ай-Ери, (то есть Св. Георгий)…
Искут расположен в глубине долины, перепоясанной рекою, по обеим сторонам которой, верст 5, тянутся великолепные фруктовые сады, а не доезжая деревни в право идет другая долина, покрытая сотнями виноградников. Само селение занимает подножие высоких гор, расположившихся против севера и запада в виде амфитеатра. Все домики построены однообразно и так близко один к другому, что издали можно принять за длинные коридоры с плоскою кровлею, покрашенною глиной стального цвета. В центре деревни стоит прекрасная мечеть с высоким каменным минаретом, подобным бахчисарайским. Здесь редко встретишь бедняка, нуждающогося в дневном пропитании, все имеют свои виноградные и фруктовые сады, свою хлебопахотную, сенокосную и лесную землю, на пространстве около 8 тысяч десятин. Лес им служит на разного рода технические изделие, которые вместе с фруктами и винами очень выгодно сбываются в Карасубазаре, отстоящем отсюда в 5-часовом разстоянии.

Искутские татаре, тем ещё отличаются от прочих единоверцев своих в Крыму, что решительно не принимают в общество своё сторонних людей и никогда не выдают замуж дочерей своих в чужие деревни. Они так любят местность, занимаемую ими, что несмотря на всеобщее недавнее восстание степных татар, распаленных фанатическими предсказаниеми духовенства к непременному переселению в могометанскую Турцию, из них никто не захотел тронуться с места. Дружные и гостеприимные, они замечательны тем ещё между собратьями своими, что сами поканчивают всякого рода споры и недоумение, возбужденные кем либо и только в важных случаях прибегают к правительственным властям. В Искуте я впервые встречал хаджи, по несколько раз бывавших в Мекке и это убедило меня в зажиточности здешним жителей.

На 1886 год в деревне, согласно справочнику «Волости и важнѣйшія селенія Европейской Россіи», проживало 1368 человек в 240 домохозяйствах, действовала мечеть и 2 лавки. По «Памятной книге Таврической губернии 1889 года», по результатам Х ревизии 1887 года, в деревне Искут числилось 503 двора и 2026 жителей. По «…Памятной книжке Таврической губернии на 1892 год» в Ускуте, составлявшем Ускутское сельское общество, числилось 2298 жителей в 357 домохозяйствах, а на верстовой карте 1893 года в деревне Ускют обозначено 503 двора с татарским населением.

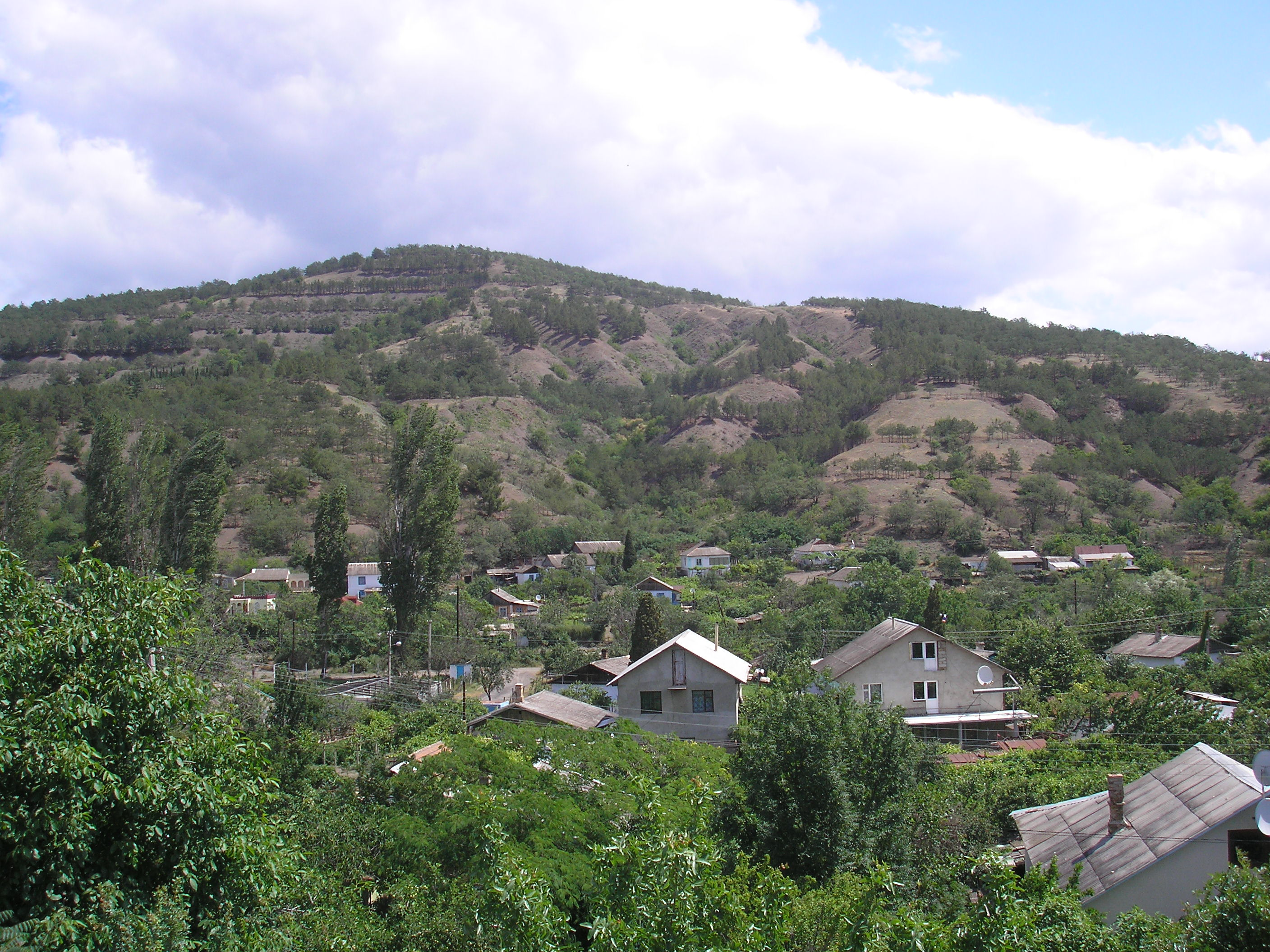
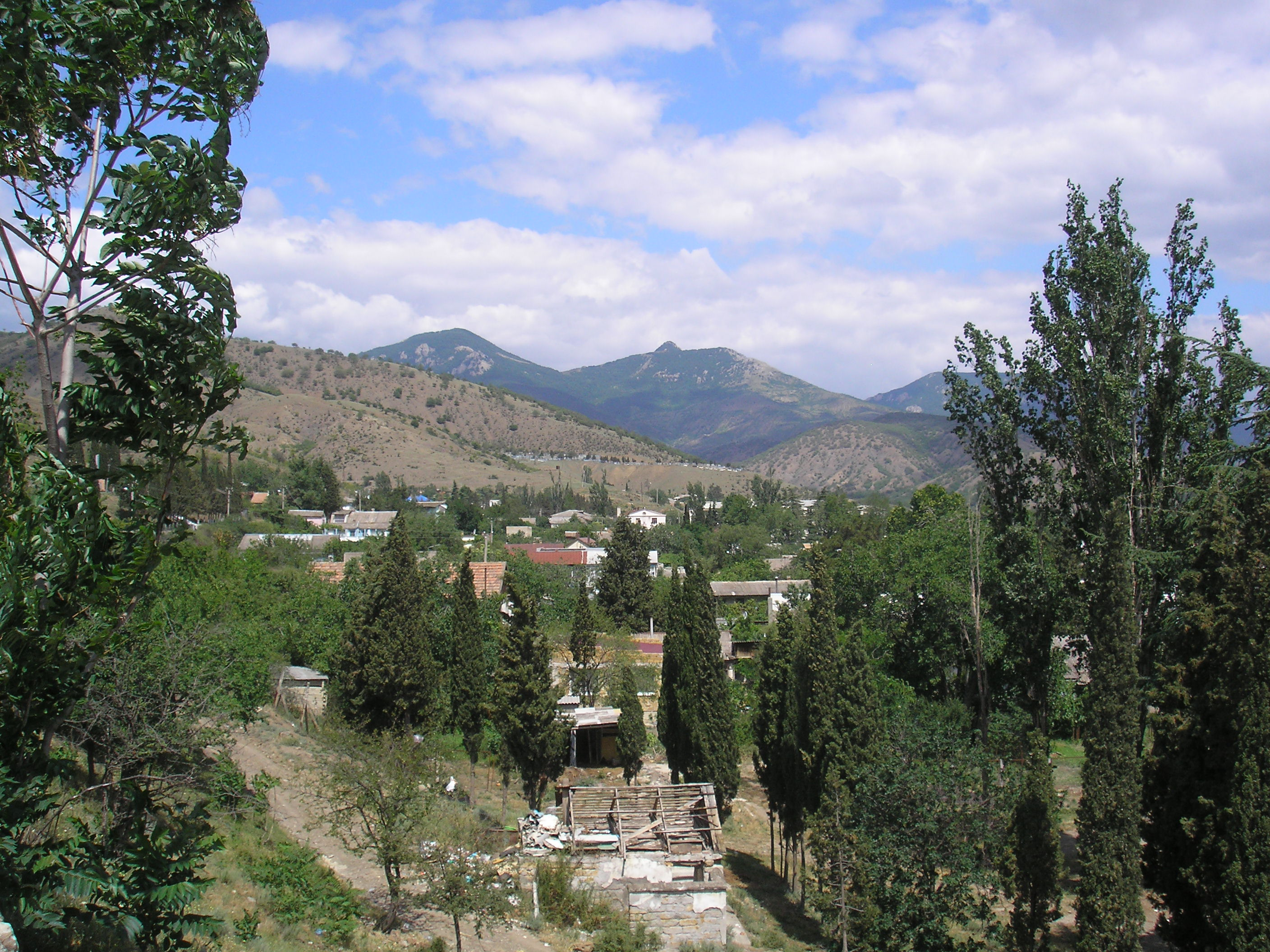
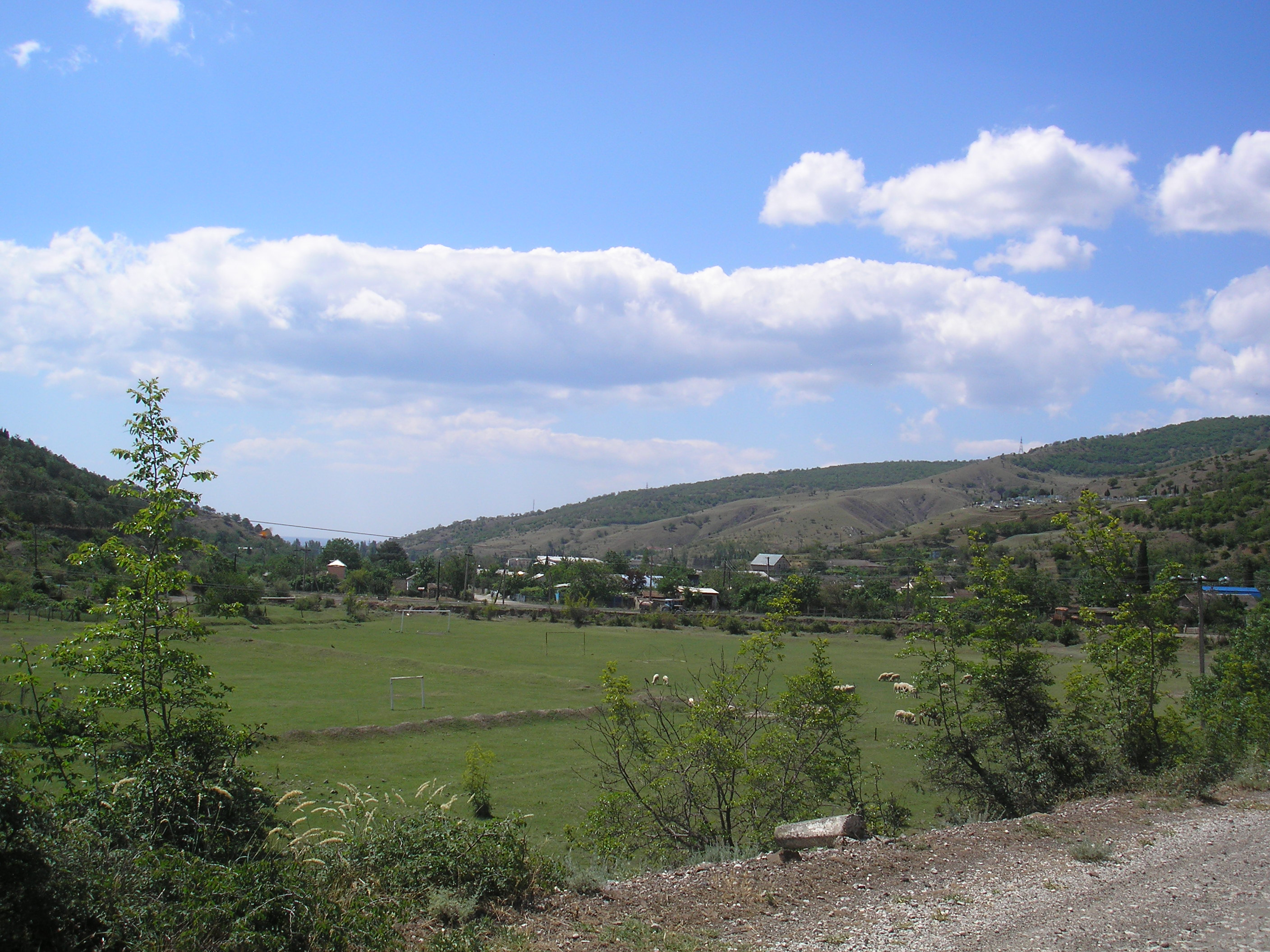
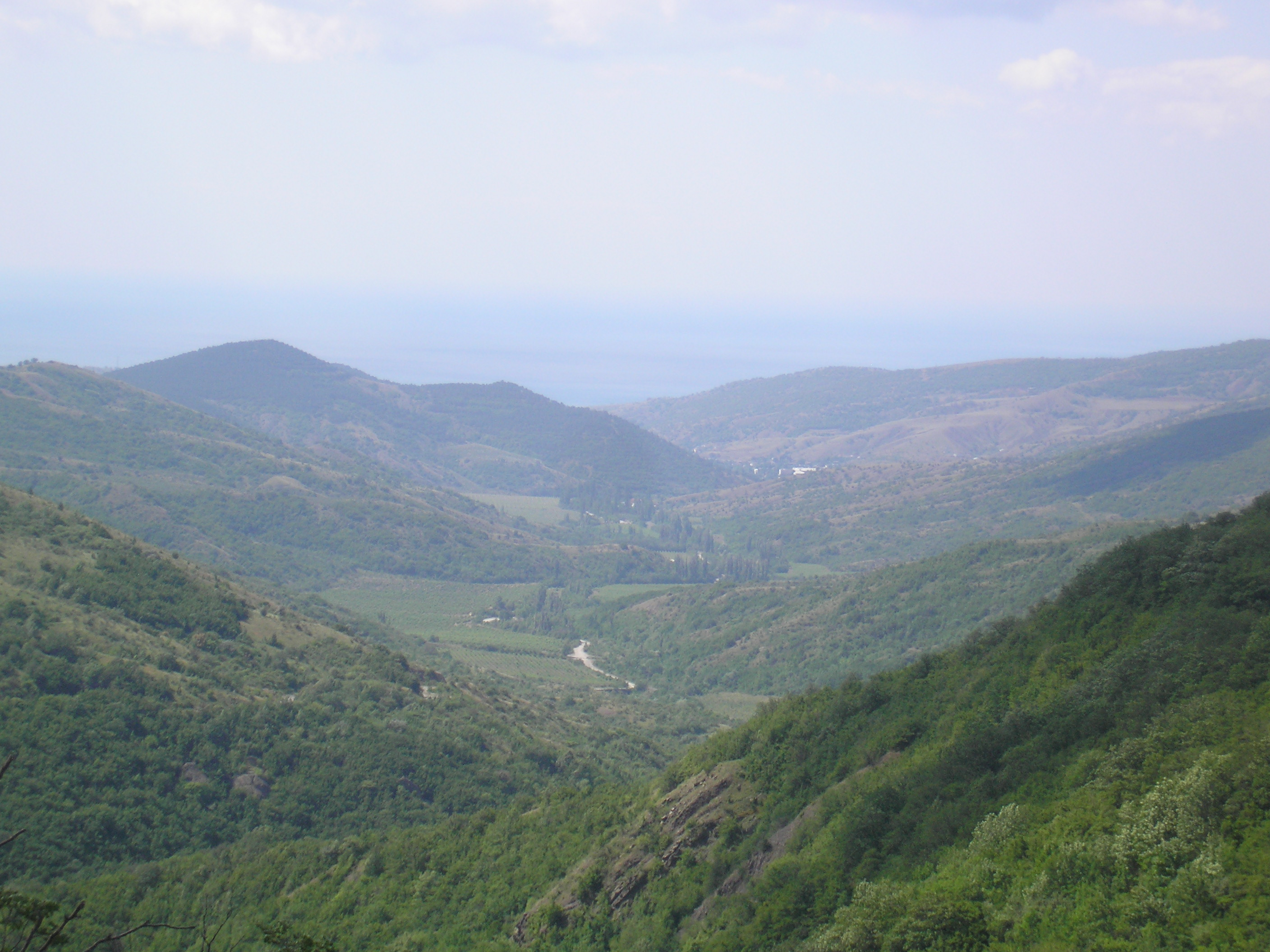

После земской реформы 1890-х годов, которая в Ялтинском уезде прошла после 1892 года деревню передали в состав новой Кучук-Узеньской волости Ялтинского уезда. Всероссийская перепись 1897 года зафиксировала в деревне Ускут 1794 жителя, из которых 1770 мусульман (читай — крымские татары). 11 июля 1899 года в районе деревни прошёл сильный ливень, в результате которого «полтораста десятин виноградников уничтожено, остальные повреждены; скот снесён в море; убытки простираются до 200 тысяч рублей; вода поднялась до четырёх аршин». По «…Памятной книжке Таврической губернии на 1902 год» в деревне Ускут, составлявшей Ускутское сельское общество, числилось 2595 жителей в 432 домохозяйствах. В 1909 году в деревне было начато строительство мектеба. На 1914 год в селении работал фельдшер. По Статистическому справочнику Таврической губернии. Ч.II-я. Статистический очерк, выпуск восьмой Ялтинский уезд, 1915 год, в селе Ускут Кучук-Узеньской волости Ялтинского уезда, числилось 730 дворов с татарским населением в количестве 2624 человек приписных жителей и 86 — «посторонних».

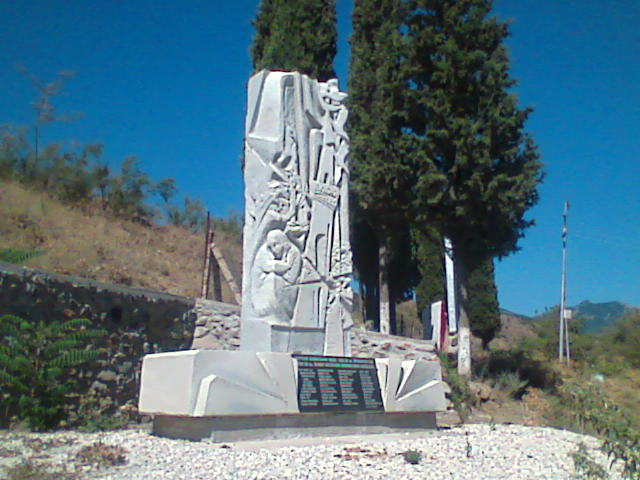
Памятник жертвам Алакатских событий 1929—1930 годах в Приветном, скульптор Айдер Алиев

После установления в Крыму Советской власти, по постановлению Крымревкома от 8 января 1921 года была упразднена волостная система и село включили в состав нового Алуштинского района. Декретом ВЦИК от 4 сентября 1924 года Алуштинский район был упразднён и Ускут присоединили к Карасубазарскому. Согласно Списку населённых пунктов Крымской АССР по Всесоюзной переписи 17 декабря 1926 года, в селе Ускут, центре Ускутского сельсовета Карасубазарского района, числилось 699 дворов, из них 684 крестьянских, население составляло 2790 человек, из них 2773 татарина, 7 украинцев, 6 русских, 2 грека, 1 армянин, 1 записан в графе «прочие», действовала татарская школа. В 1930 году в селе был организован колхоз имени Сталина (его создание сопровождалось Алакатским восстанием и репрессиями НКВД против нежелающих вступать в колхоз), основной деятельностью которого было виноградарство и садоводство. Постановлением ВЦИК от 30 октября 1930 года был образован Алуштинский татарский национальный район (по другим данным — в 1937 году) и село, вместе с сельсоветом, передали в его состав.
В 1944 году, после освобождения Крыма от фашистов, согласно постановлению ГКО № 5859 от 11 мая 1944 года, 18 мая крымские татары были депортированы в Среднюю Азию: на 15 мая 1944 года подлежало выселению 680 семей татар: всего 2800 жителей; было принято на учёт 615 домов спецпереселенцев (по другим данным — около 4 тысяч человек). 12 августа 1944 года было принято постановление № ГОКО-6372с «О переселении колхозников в районы Крыма» и в сентябре 1944 года в район приехали первые новоселы (2469 семей) из Ставропольского и Краснодарского краёв, а в начале 1950-х годов последовала вторая волна переселенцев из различных областей Украины. Указом Президиума Верховного Совета РСФСР от 21 августа 1945 года Ускут был переименован в Приветное и Ускутский сельсовет — в Приветненский.
С 25 июня 1946 года Приветное в составе Крымской области РСФСР. В 1951 году в село прибыла основная волна переселенцев — из Горьковской и Воронежской областей. 26 апреля 1954 года Крымская область была передана из состава РСФСР в состав УССР. В 1957 году колхоз им. Сталина преобразован в винсовхоз «Приветный». 1 января 1965 года, указом Президиума ВС УССР «О внесении изменений в административное районирование УССР — по Крымской области», Алуштинский район был преобразован в Алуштинский горсовет и село включили в его состав. На 1974 год в Приветном числилось 1587 жителей. В 1979 году был воссоздан Судакский район и Приветное, вместе с сельсоветом, передали в его состав. С 12 февраля 1991 года село в восстановленной Крымской АССР. Постановлением Верховного Совета Автономной Республики Крым от 9 июля 1991 года Судакский район был ликвидирован и село вернулось в состав Алуштинского горсовета. 26 февраля 1992 года переименованной в Автономную Республику Крым. С 21 марта 2014 года село — в составе Республики Крым России, с 5 июня 2014 года — в Городском округе Алушта

## Экономика
Основа экономики села — винодельческое предприятие ГП «Приветное», входящее в состав НПАО «Массандра», бывший винсовхоз «Приветное». Также на территории село развита курортная отрасль — на побережье действуют свыше 10 различных учреждений для отдыха.

## В литературе
Селу посвящено стихотворение «Родное село» поэта Иргата Кадыра.